# Ацайський дацан
Ацайський дацан «Тубден Даржалінг» (бур. Ацын дасан, Ацын хийд) — один із найстаріших буддійських монастирів школи гелуг в Бурятії, який діяв з 1743 по 1935 рік.
З 2007 року Буддійською традиційною сангхою Росії розпочато відродження Ацайського дацану — з його історичного приходу в місцевості Талин Харгана .

## Історія
У 1743 році на північно-східній стороні Гусиного озера, в гирлі річки Загустай селенгинські буряти побудували храм-дацан, що спочатку являв собою повстяну юрту. Першими ширеете (настоятелями) були лами, які прибули з Тибету.
Пізніше був побудований дерев'яний Цогчен-дацан, з тибетською назвою Тубден Даржалінг, на північному березі Гусиного озера в місцевості Мерген Шана. Однак на цьому місці дацан довго не простояв, зважаючи на часті повені. Його перенесли в гирло річки Аца (на південь від сучасного селища Барати), на західну сторону озера. Звідси дацан і отримав свою нову назву — Ацайський.
У 1745 році Ацайський дацан перенесли в місцевість Табхар, на північну сторону Гусиного озера, до підніжжя гори Хан-Хонгор-Ула Хамбінського хребта (на північ від сучасного селища Заозерний). Першим ширеете цього дацана також був тибетський лама. Після будівництва дерев'яного дацана ширеете-ламою став Шираб-Жамсо Мункуєв.
У 1784 році дерев'яна будівля Ацайського дацану згоріла у вогні під час пожежі. Після цього два бурятських роди атаганів в тому ж році побудували свій родовий дацан Тубден Даржилінг знову біля річки Аца, на її правому березі, на південь від пагорба Бату Мандал.
У 1786 році дацан отримав офіційний дозвіл на діяльність від земського управління. Саме цей дерев'яний Цогчен-дацан і простояв 150 років, до 1935 року. Впродовж усього цього часу будівля дацана кілька разів ремонтувалася.
У 1784 році від Ацайського дацану відокремилася частина прихожан, які належали до шести булагатських родів, й заснувала свій родовий Загустайський дацан.
Цогчен-дацан Ацайського дацану мав характерну архітектуру для ранніх бурятських буддійських храмів того часу: хрестоподібний в плані, багатоглавий, з високим ґанком з драбинами на три сторони і критою галереєю по периметру.
За весь цей час на території Ацайського дацану було зведено дев'ять малих храмів — суме:
- 1795 р. — Шигемуні бурханай суме, Аюшин суме
- 1800 р. — Гунріг бурханай суме, Догшидин суме
- 1825 р. — Демчог бурханай суме, Хурденей суме
- 1826 р .- Шагдарин суме, Манлайн суме
- 1829 р. — Найданай суме

У 1930-тих роках під час антирелігійних гонінь лами були репресовані, а сам дацан був ліквідований постановою Президії ЦВК Бурятської АРСР № 30 від 28 травня 1935 року.
До 1945 року всі будівлі буддійського комплексу були знесені.

## Сучасність

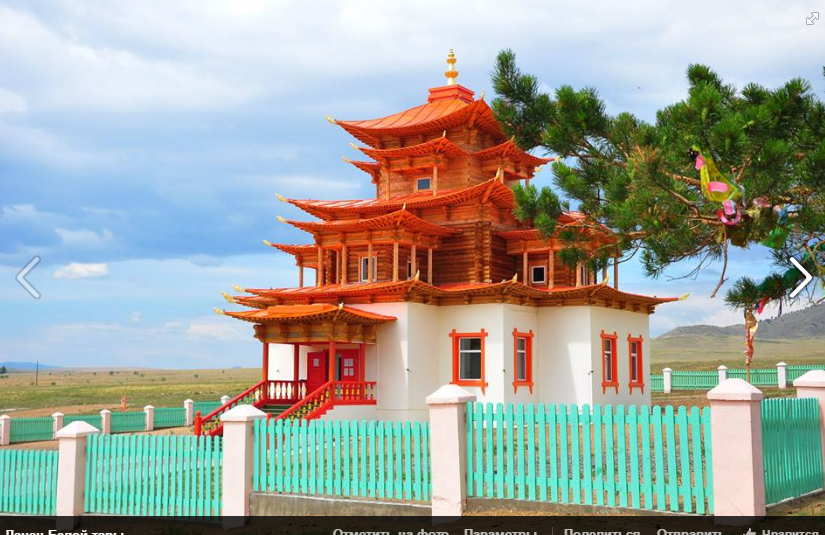
Відроджений Ацайський дацан

На місці зруйнованого Ацайського дацану зведена ступа. Знаходиться на відстані 2 км від місця впадання струмка Ацай в Гусине озеро на південному схилі пагорба Бату Мандал.
Також зведена буддійська ступа в місцевості Табхар біля підніжжя гори Хан-Хонгор-Ула Хамбінського хребта.
Одна з історичних парафій Ацайського дацану (населені пункти Новоселенгинськ і Бургастай) відроджена у 2008 році в місцевості Талин Харгана, з встановленням тут ступи, присвяченої 1-му Пандіто Хамбо-ламі Дамба-Доржо Заяєву, який закінчив тут земний шлях.
У 2012—2014 роках зведений комплекс Палацу Білої Тари. У храмі-дацані проводяться щоденні богослужіння. Талин Харгана знаходиться в долині Цаган-Жалга, по східну сторону Кяхтінського тракту, на відстані 6,5 км на північний захід від селища Новоселенгинська.